# アンティ・クイスマ
アンティ・クイスマ（よりフィンランド語に近い表記ではアンッティ・クイスマ、Antti Kuisma, 1978年2月23日 - ）は、フィンランド、中央スオミ県ユヴァスキュラ出身のノルディック複合選手である。
2005年のオーベルストドルフで行われたノルディックスキー世界選手権の15kmで5位に入った。2006年トリノオリンピック4x5km団体（アンシ・コイブランタ、ヤッコ・タルス、ハンヌ・マンニネン）で銅メダルを獲得、個人では15kmで17位だった。2006-07シーズンからは主にワールドカップBで転戦している。
ノルディック複合・ワールドカップでは2005年2月12日に個人スプリント5位となったのが自己最高位、総合では2001/2002シーズンと2004/2005シーズンの30位が最高位である。